# یواس‌اس کاچالوت (اس‌اس-۱۷۰)
یواس‌اس کاچالوت (اس‌اس-۱۷۰) (به انگلیسی: USS Cachalot (SS-170)) یک زیردریایی بود که طول آن ۲۷۱ فوت ۱۱ اینچ (۸۲٫۸۸ متر) بود. این زیردریایی در سال ۱۹۳۳ ساخته شد.